# バウチャー

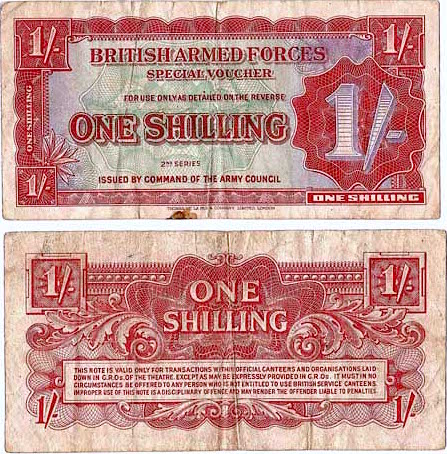
第二次世界大戦後にドイツ駐留兵に発行された英国陸軍の額面1シリングのバウチャー。官営売店またはその他の特定の取引でのみ使用できる。

バウチャー（voucher）は、ある種の金銭的価値を持つ金券で、特定の目的または特定の商品にのみ使用できる。例としては、住宅、旅行、食事券などがある。
また、英単語voucherは伝票あるいは領収書の同義語でもある。特に、サービスが実行された、あるいは支払いが実行されたことを示す証拠としての領収書を指すためによく使われる。たとえば、旅行業においては、バウチャーとは、顧客が予約（受けるサービス）を済ませたことを示す書類（証明書）である。
バウチャーとは証書を発行する仕組みや行動を示し、それによって発行された金券のことをクーポンと呼び区別する場合もある。
「教育バウチャー」という言葉もあるが、これは多少異なる。

## 観光業
観光業界でのバウチャーとはサービスを受ける場所と時間と利用者名を記した証明書類である。
たとえばホテルの場合、宿泊日程、宿泊者名、支払済か否か等が記載されている。実際にサービスを提供する事業者は、受け取ったバウチャーを、その顧客を案内したツアーオペレーターまたは旅行会社に返送して、サービスを提供したことを証明する。つまりバウチャーの流れとは次のようなものである。
1. 顧客が、ツアーオペレーターまたは旅行会社から、購入（予約）したサービスのバウチャーを受け取る。
2. 顧客は、旅行先でバウチャーを提示して、事業者にサービスの提供を要求する。
3. 事業者は、受け取ったバウチャーを、その顧客を扱った旅行会社またはオペレーターに送り、代金の支払いを求める。
4. 未回収のバウチャーは支払い対象とはならない。

この手法は、（旅程が旅行会社によって決められている団体旅行でなく）個人が自由に組んだ旅行には特に適した物だった。通信手段が限られ、かつ高価だった情報化時代以前の慣習に由来するが、現在のB2CのIT化によって、まったく異なる役割が与えられている。インターネットで予約すると、電子メールや印刷可能なWebサイトでバウチャーが提供されることがよくある。通常、顧客はサービスを受ける前に、事業者にこのバウチャーを提示する必要がある。

## 携帯電話
モバイルビジネスでは、バウチャーとは、プリペイドタイプのSIMカードの利用期間または容量を顧客が購入するチャージ用番号である。バウチャーは通常、携帯電話会社が運営する電話店や、販売業者、食料品店、ガソリンスタンドなどの小売店で販売される。
消費者の90％以上がバウチャーを使用しているイタリアやスペイン、60％以上が小売店でバウチャーを購入している英国など、多くの国で、バウチャーがプリペイド携帯電話に対する再チャージの一般的な方法となっている。米国、アイルランド、および多くの北欧諸国などの他の国では、オンライン決済であるとか、携帯電話でオペレーターに依頼する（CSR）とか、無人化されたIVR（自動音声応答装置）による手続きが増えている。